# Ludewig Wittmack

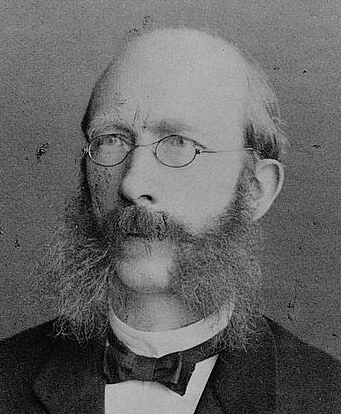
Max Carl Ludwig Wittmack

Ludewig Wittmack, mit vollem Namen Max Carl Ludewig Wittmack, auch Karl und Ludwig, (* 26. September 1839 in Hamburg; † 2. Februar 1929 in Berlin) war ein deutscher Botaniker. Sein offizielles botanisches Autorenkürzel lautet „Wittm.“

## Leben und Wirken
Wittmack studierte Botanik an der Universität Jena (1864) und an der Universität Berlin (1865). 1867 wurde mit der Dissertation Musa Ensete. Ein Beitrag zur Kenntnis der Bananen von der Universität Göttingen zum Dr. phil. promoviert.
Er „ging dann nach Paris, um sich vorzugsweise in der Botanik weiter auszubilden.“ Hier wurde er „mit den Obliegenheiten eines stellvertretenden Preisrichters bei der Weltausstellung 1867 betraut und erhielt ferner den Auftrag, die Erwerbungen für das in Berlin zu errichtende Landwirthschaftliche Museum zu leiten.“ Noch „im Dezember 1867 trat er in den Dienst des genannten Museums über und wurde 1871 an demselben als Kustos angestellt.“ Er verwaltete das Landwirtschaftliche Museum inklusive der Pflanzenzucht.
1874 habilitierte er sich an der Universität Berlin. Von 1880 bis 1913 war er Professor für Botanik an der Landwirtschaftlichen Hochschule in Berlin, von 1880 bis 1920 Professor für Botanik an der Tierärztlichen Hochschule in Berlin. Von 1875 bis 1905 war er Direktor der Experimentierstation des Verbandes Deutscher Müller. Von 1883 bis 1924 war Wittmack Mitglied der Abteilung für Samenzucht bei der Deutschen Landwirtschafts-Gesellschaft. Von April 1889 bis März 1891 und nochmals von April 1910 bis März 1912 war er Rektor der Landwirtschaftlichen Hochschule Berlin. Er übte zahlreiche Ehrenämter aus.
Wittmack verfasste viele Schriften botanischen, aber auch landwirtschaftlichen Inhalts. Für das Werk Flora brasiliensis des deutschen Botanikers Karl Friedrich Philipp von Martius steuerte er „Marcgraviaceae, Rihizoboleae“ (für Band 12 Nummer 1, 1858/1889) bei, für das Werk Die natürlichen Pflanzenfamilien von Adolf Engler und Carl Prantl schrieb er „Bromeliaceae“ (Band 2 Nummer 4, 1887–1888). Wittmack war ab 1887 lange Jahre Schriftleiter der Zeitschrift Gartenflora.

## Ehrungen
Eine Pflanzengattung Wittmackia Mez aus der Familie der Bromeliengewächse (Bromeliaceae) ist zu seinen Ehren benannt worden, dies ist aber schon lange nur noch ein Synonym von Aechmea. Auch die Pflanzengattung Wittmackanthus Kuntze aus der Familie der Rötegewächse (Rubiaceae) ist ihm zu Ehren benannt worden. Außerdem sind einige Pflanzenarten sind nach ihm benannt, beispielsweise Guzmania wittmackii.
Wittmack war Angehöriger des Corps Agronomia Jenensis.
Wittmack wurde am 6. April 1901 zum korrespondierenden Mitglied der Massachusetts Horticultural Society in Boston, der ältesten Gartenbaugesellschaft der USA, ernannt.

## Werke
- Beiträge zur Fischerei-Statistik des Deutschen Reichs sowie eines Theiles von Österreich-Ungarn und der Schweiz, Berlin 1875 (Digitalisat).
- Ludwig Wittmack: Die Königliche Landwirtschaftliche Hochschule in Berlin. Festschrift zur Feier des 25jährigen Bestehens. Verlagsbuchhandlung Paul Parey, Berlin 1906 (Digitalisat).
- Ludwig Wittmack: Die wissenschaftlichen Grundlagen der Saatzucht in Deutschland in den letzten 25 Jahren. In: Jahrbuch der Deutschen Landwirtschafts-Gesellschaft. Band 26, 1911, S. 101–118 (Digitalisat).
- Ludwig Wittmack: Botanik und Kultur der Baumwolle (= R. O. Herzog [Hrsg.]: Technologie der Textilfasern. Band IV). Springer-Verlag, Berlin Heidelberg, 1928 (352 S.).